# Pseudosciara trifasciata
Pseudosciara trifasciata är en tvåvingeart som först beskrevs av Daniel William Coquillett 1904.  Pseudosciara trifasciata ingår i släktet Pseudosciara och familjen sorgmyggor. Inga underarter finns listade i Catalogue of Life.